# Scorpaenodes smithi
Scorpaenodes smithi là một loài cá biển thuộc chi Scorpaenodes trong họ Cá mù làn. Loài này được mô tả lần đầu tiên vào năm 1972.

## Từ nguyên
Từ định danh smithi được đặt theo tên của J. L. B. Smith (1897–1968), nhà ngư học người Nam Phi, nhằm vinh danh những đóng góp nổi bật của ông cho nguồn kiến thức về cá mù làn ở Ấn Độ Dương.

## Phân bố và môi trường sống
S. smithi được biết đến ở ngoài khơi bờ đông biển Andaman (quần đảo Andaman), Singapore, Biển Đông, bờ bắc Tây Úc cùng biển Arafura, được thu thập ở độ sâu khoảng 42–110 m.

## Mô tả
Chiều dài cơ thể lớn nhất được ghi nhận ở S. smithi là 8 cm. Loài này màu nâu đỏ, lốm đốm các vệt đen. Có một đốm đen lớn ở cuối phần gai vây lưng cùng 4 dải sọc đen trên thân.
Số gai vây lưng: 13; Số tia vây lưng: 8–10; Số gai vây hậu môn: 3; Số tia vây hậu môn: 5; Số gai vây bụng: 1; Số tia vây bụng: 5; Số tia vây ngực: 17–18.